# Werner Finck
Pour les articles homonymes, voir Finck.

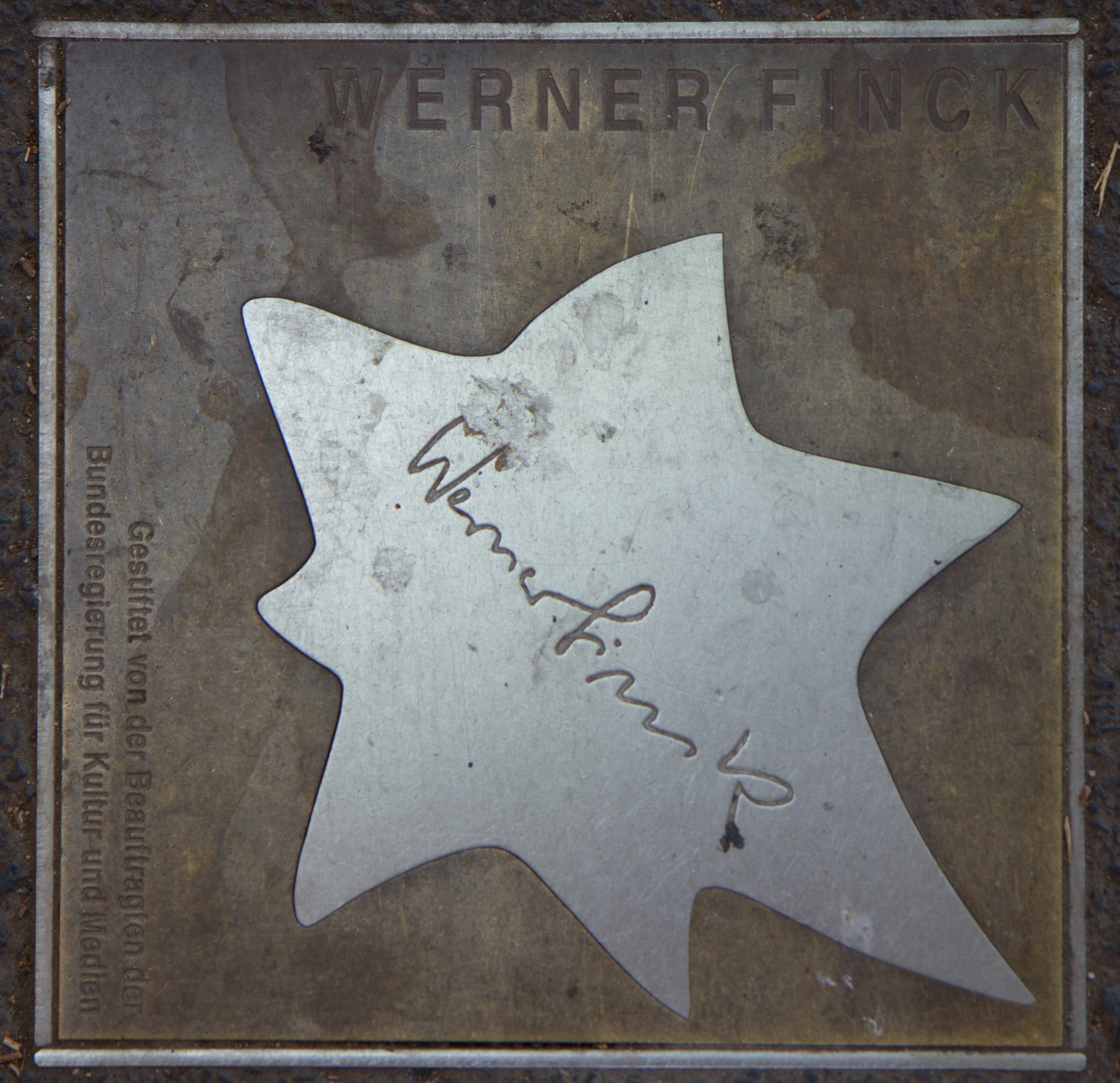
Walk of Fame of Cabaret

Werner Paul Walther Finck, né le 2 mai 1902 à Görlitz et mort le 31 juillet 1978 à Munich, est un acteur et écrivain allemand.

## Biographie
Il est le fils du pharmacien Botho Finck. Après le gymnasium, il fréquente une école d'art à Dresde et acquiert une expérience du théâtre dans des troupes amatrices. Il obtient son premier engagement au théâtre de Bolesławiec dans des rôles de soutien, mais dans le même temps son talent de comique se révèle.
À 27 ans, il arrive à Berlin, où il fonde et gère le cabaret Die Katakombe avec Hans Deppe. En 1935, il est arrêté et envoyé au camp de concentration d'Esterwegen, où il rencontre Carl von Ossietzky et Julius Leber. Il reçoit une interdiction de travailler durant un an. En 1937, il est autorisé à se produire au Kabarett der Komiker (de), dont le directeur Willi Schaeffers (de) est convoqué auprès de Goebbels pour s'expliquer sur l'absence de blagues sur des sujets politiques pour garder son théâtre. Le 31 janvier 1939, Finck est expulsé par la Chambre de la culture du Reich. Pour ne pas être envoyé en prison, il se porte volontaire pour le service militaire et est formé en tant qu'opérateur radio. Au sein de la 23e division d'infanterie, il sert en France, en Union Soviétique et en Italie, il reçoit la Croix de fer et la Médaille du Front de l'Est qu'il surnomme « médaille de la viande congelée ». Werner Finck se produit en privé devant ses camarades et reçoit le soutien d'officiers dissidents quand Goebbels souhaite le licencier et le remettre à la Gestapo ; Finck apparait dans des émissions de divertissement. En 1945, il est capturé par des soldats américains. Il fonde un journal pour les prisonniers et se produit au camp de Bad Aibling.
Jusqu'en 1949, il participe avec Hans Bayer (de) au journal satirique Das Wespennest (de), qui est le premier de l'après-guerre. Dans les années 1950, ils fondent un parti politique parodique, Radikale Mitte (de). Avec le caricaturiste Mirko Szewczuk (de), il crée la Karl-Friedrich-Flögel-Gesellschaft pour faire connaître l'œuvre de Karl Friedrich Flögel, dessinateur du XVIIIe siècle.
Au cinéma, il joue dans de nombreux seconds rôles et figurations. En 1972, il publie son autobiographie Alter Narr – was nun? ("Vieux fou - et maintenant ?") La même année, il apparait dans la série télévisée de Rainer Werner Fassbinder, Huit heures ne font pas un jour. En 1973, il reçoit la croix de commandeur de l'ordre du Mérite de la République fédérale d'Allemagne.

## Filmographie partielle
- 1931 : Der Wasserteufel von Hieflau
- 1932 : Le Studio amoureux
- 1932 : C'est un amour qui passe
- 1932 : Der Choral von Leuthen
- 1932 : Der Läufer von Marathon
- 1933 : Liebelei
- 1933 : Die Fahrt ins Grüne
- 1933 : Keine Angst vor Liebe
- 1933 : Das Tankmädel
- 1934 : Die Freundin eines großen Mannes
- 1934 : Der Vetter aus Dingsda
- 1934 : Die Liebe siegt
- 1934 : Jungfrau gegen Mönch
- 1934 : Ferien vom Ich
- 1935 : Frischer Wind aus Kanada
- 1935 : April, April
- 1937 : Sherlock Holmes
- 1937 : Die glücklichste Ehe der Welt
- 1937 : Die unentschuldigte Stunde
- 1937 : Der Landstreicher
- 1938 : Die Umwege des schönen Karl
- 1937 : La Habanera
- 1948 : Film ohne Titel
- 1951 : Die Frauen des Herrn S. (de)
- 1954 : Plus fort que la nuit (de)
- 1955 : Lola Montès
- 1956 : Lumpazivagabundus
- 1956 : Heute heiratet mein Mann
- 1957 : Rendez-vous à Zürich (de)
- 1957 : Viktor und Viktoria
- 1957 : Der müde Theodor (de)
- 1957 : Heiraten verboten (de)
- 1957 : Printemps au Zillertal (Die Zwillinge vom Zillertal)
- 1958 : Gangsterjagd in Lederhosen
- 1958 : Vater, Mutter und neun Kinder (de)
- 1959 : Und das am Montagmorgen
- 1959 : À bout de nerfs
- 1959 : Des roses pour le procureur
- 1960 : Der letzte Fußgänger (de)
- 1960 : L'Auberge du Cheval-Blanc (Im weiben Rössl)
- 1960 : Sturm im Wasserglas
- 1961 : Was macht Papa denn in Italien?
- 1961 : C'est pas toujours du caviar
- 1961 : L'Amour à vingt ans
- 1962 : Zwei Bayern in Bonn
- 1964 : Liebesgrüße aus Tirol
- 1968 : Der Partyphotograph (de)
- 1968 : Un quatuor dans un lit (de)
- 1969 : Klassenkeile
- 1969 : Hurra, die Schule brennt!
- 1972 : Huit heures ne font pas un jour (TV)

## Œuvre
- Das Kautschbrevier. Herbig, Berlin 1938/1947(?)
- Kavaliere, Käuze, Kerle: Ein Kabarettbuch. Siegel, Frankfurt a.M. 1947.
- Aus der Schublade: Bekanntes und weniger Bekanntes. Herbig, Berlin 1948.
- Orpheus in der Unterwelt (mit Wilhelm Meissner-Ruland). Steegemann, Berlin 1949.
- Witz als Schicksal, Schicksal als Witz: Ein deutsches Bilderbuch zu Nutz und Frommen, Punkt (mit Klaus Budzinski). v. Schröder, Hamburg 1966.
- Werner Finck in Amerika. Scherz, Bern, München, Wien 1966
- Finckenschläge. Herbig, Berlin 1953. (Rastatt 1981,  (ISBN 3-8118-4804-6)), (Reinbek 1978,  (ISBN 3-499-11832-7))
- Alter Narr – was nun? Die Geschichte meiner Zeit. Herbig, München, Berlin 1972.  (ISBN 3-7766-0589-8). (München 1975,  (ISBN 3-423-01044-4)), (Frankfurt/M., Berlin 1992,  (ISBN 3-548-22997-2))
- Zwischen den „Stühlen“. Hyperion, Freiburg (im Breisgau) 1973.
- Übrigens viel Spaß. Satiren aus aller Welt (Vorwort). Fackelträger, Hannover 1973.  (ISBN 3-7716-1353-1)
- Der brave Soldat Finck. Herbig, München, Berlin 1975,  (ISBN 3-7766-0723-8)
- Zwischendurch. Ernste Versuche mit dem Heiteren. Herbig, München, Berlin 1975.  (ISBN 3-7766-0734-3). (Frankfurt am Main 1980,  (ISBN 3-596-21845-4))
- Stich-Worte: zum Vor-, Nach- und Zuschlagen. Herbig, München, Berlin 1982.  (ISBN 3-7766-1199-5)
- Spaßvogel – Vogelfrei, Berlin, 1991.  (ISBN 3-548-22923-9)